# Berod bei Wallmerod
Berod bei Wallmerod település Németországban, Rajna-vidék-Pfalz tartományban. Lakosainak száma 551 fő (2023. december 31.).

## Népesség
A település népességének változása:
| Lakosok száma | 398  | 534  | 550  | 541  | 538  | 548  | 551  |
|               | 1975 | 2010 | 2017 | 2019 | 2021 | 2022 | 2023 |